# Judith Ehrlich
Judith Ehrlich é uma cineasta norte-americana. Como reconhecimento, foi nomeada ao Oscar 2010 na categoria de Melhor Documentário em Longa-metragem por The Most Dangerous Man in America.